# Stanislav Anguelov
Stanislav Petkov Anguelov (en bulgare : Станислав Петков Ангелов, translittération scientifique internationale Stanislav Angelov) est un footballeur international bulgare né le 12 avril 1978. Il évolue habituellement au poste de milieu de terrain.

## Carrière
- 1998 – 2001 :  FK CSKA Sofia ;
- 2001 – 2007 :  Levski Sofia ;
- 2007 – 2010 :  Energie Cottbus ;
- 2010 – déc. 2010 :  Steaua Bucarest ;
- depuis jan. 2011 :  Anorthosis Famagouste.

## Palmarès
CSKA Sofia
- Vainqueur de la Coupe de Bulgarie : 1999.

 Levski Sofia
- Champion de Bulgarie : 2002, 2006, 2007.
- Vainqueur de la Coupe de Bulgarie : 2002, 2003, 2005, 2007.
- Vainqueur de la Supercoupe de Bulgarie : 2005.